# Шахтарська (станція МДЗ)
Шахтарська — тупикова станція Малої Донецької залізниці у місті Донецьк. Розташована біля мікрорайону Гладківка.
Поряд зі станцією розташовано ломотивне депо ТЧ-20 Шахтарська.

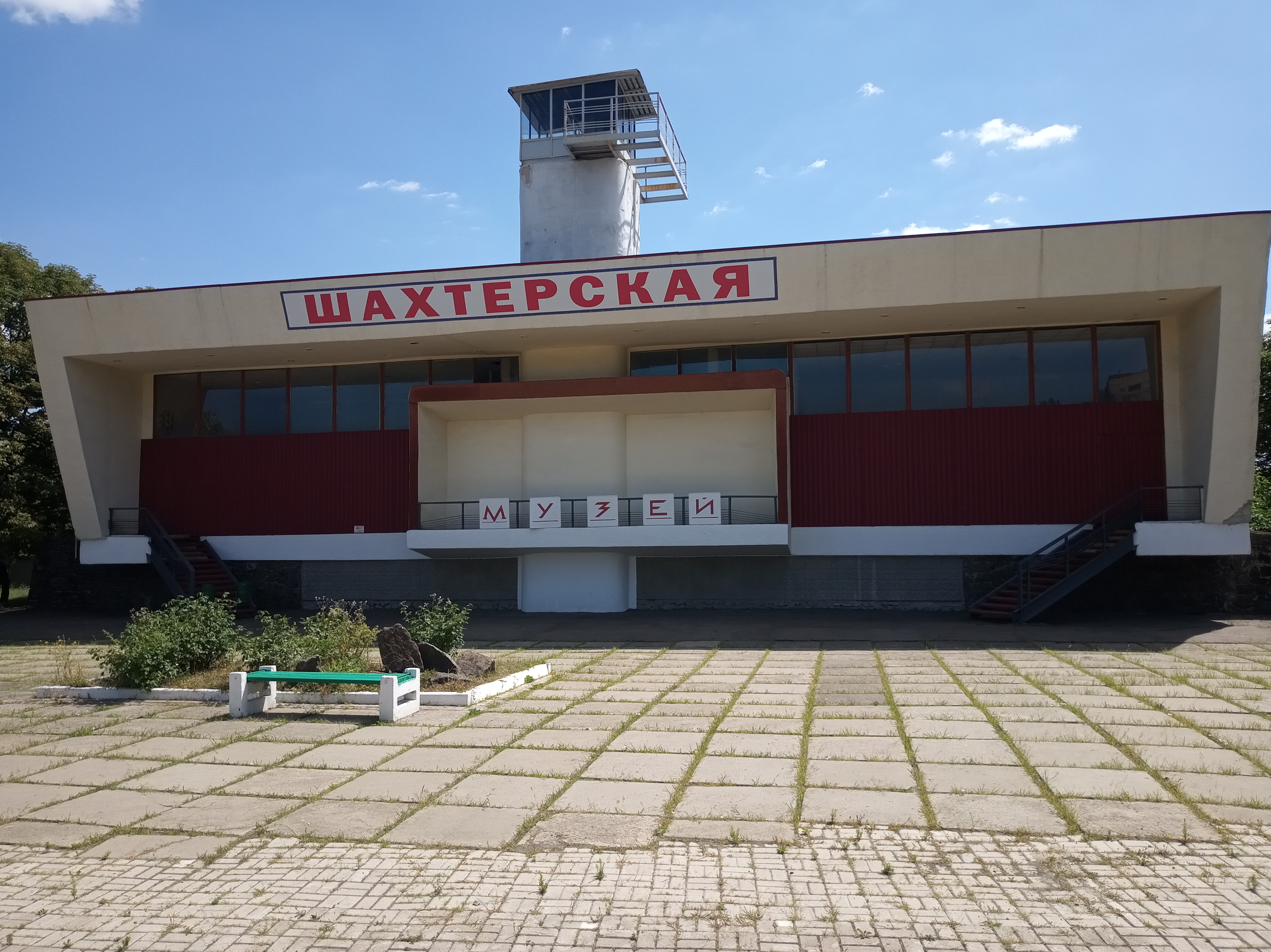
Вокзал станції «Шахтарська»

Станція «Шахтарська» була обладнана системою електричної централізації стрілок та сигналів. Але в 2000-х роках було знято електричну централізацію. Вхідний Н, вихідні Ч1, Ч2 та маневрові сигнали були розібрані. Зараз на станції стрілки переводяться вручну, тобто за допомогою Курбеля.

## Рух поїздів
Пасажирський рух станцією зазвичай здійснюється з 1 травня до кінця вересня. Зі станції курсує поїзд «Донецькі зорі».
На станцію поїзда прибувають з непарними номерами, а після перечеплення локомотива поїздам присвоюється парний номер, з яким він відправляється відповідно в парному напрямку на станцію Піонерську.
| № Поїзда  | Прибуття | Відправлення |
| --------- | -------- | ------------ |
| 17-18     | 10:38    | 10:52        |
| 141-142   | 11:23    | 11:37        |
| 6001-6002 | 12:08    | 12:22        |
|           | Перерва  |              |
| 6003-6004 | 13:38    | 14:52        |
| 31-32     | 14:23    | 14:37        |
| 297-298   | 15:08    | 15:22        |

## Вартість проїзду
На станції немає каси. Для покупки квитка необхідно звернутися до молодого залізничника, або до інструктора.
Станом на 2019 рік квиток до наступної станції коштує:
- Дорослий — 30 рублів;

- Дитячий (від 3-х років до 12) — 20 рублів;

- Дітям до 3-х років — безкоштовно.

## Розклад
- Травень, Вересень: Субота, Неділя
- Влітку: Четвер, п'ятниця, субота, неділя

Субота і неділя:
- 1 рейс: 12:20 — 12:45
- 2 рейс: 14:10 — 14:35
- 3 рейс: 15:30 — 15:55

Інші дні:
- Від ст. Піонерська до ст. Шахтарська: 11:40 — 11:48, 12:20 — 12:28, 14:10 — 14:18, 14:50 — 15:58, 15:30 — 15:38, 16:10 — 16:18.
- Від ст. Шахтарська до ст. Піонерська: 11:58 — 12:05,12:38 — 12:45, 14:28 — 14:35, 15:08 — 15:15, 15:48 — 15:55, 16:28 — 16:35.

## Світлини

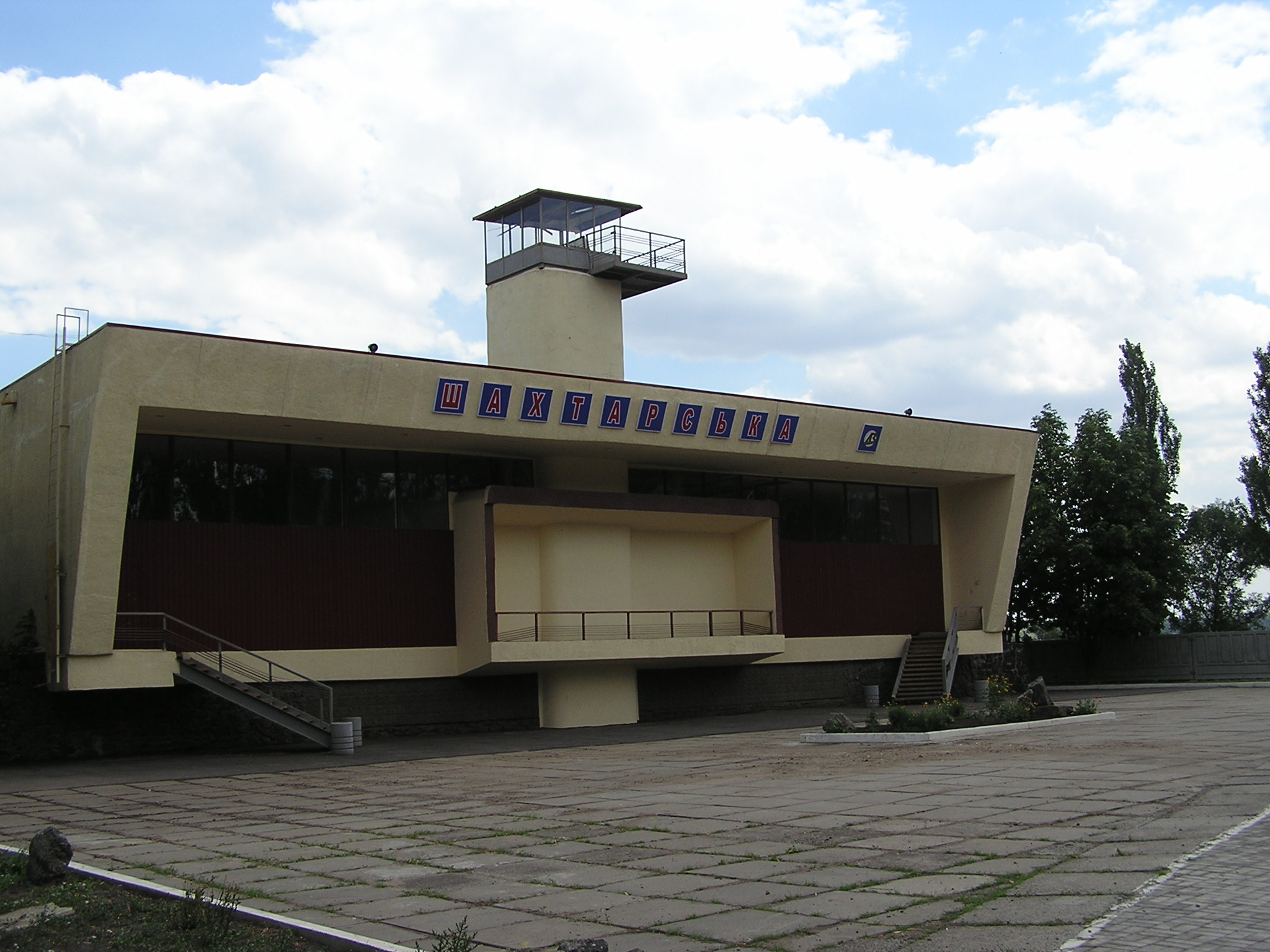
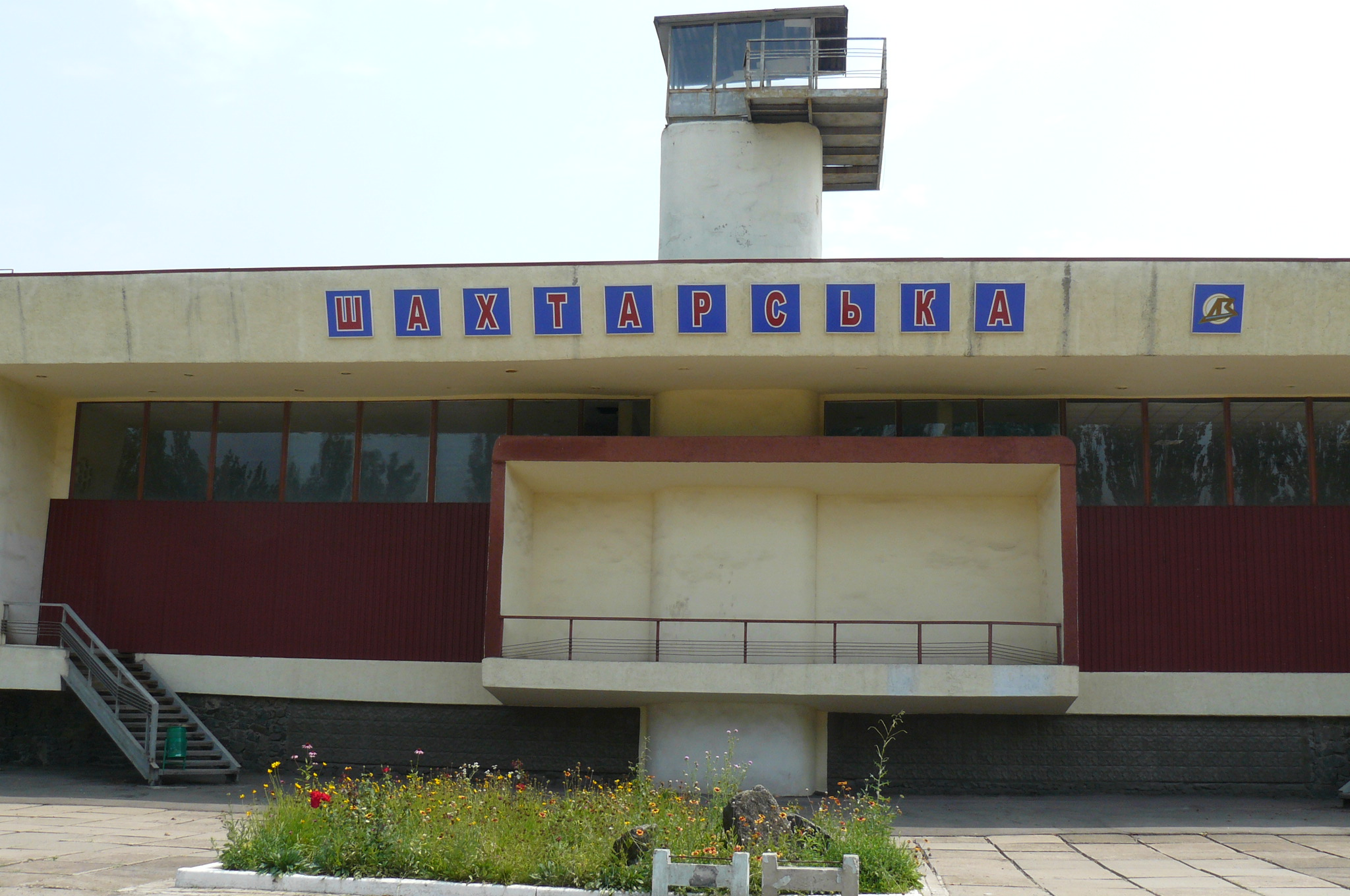
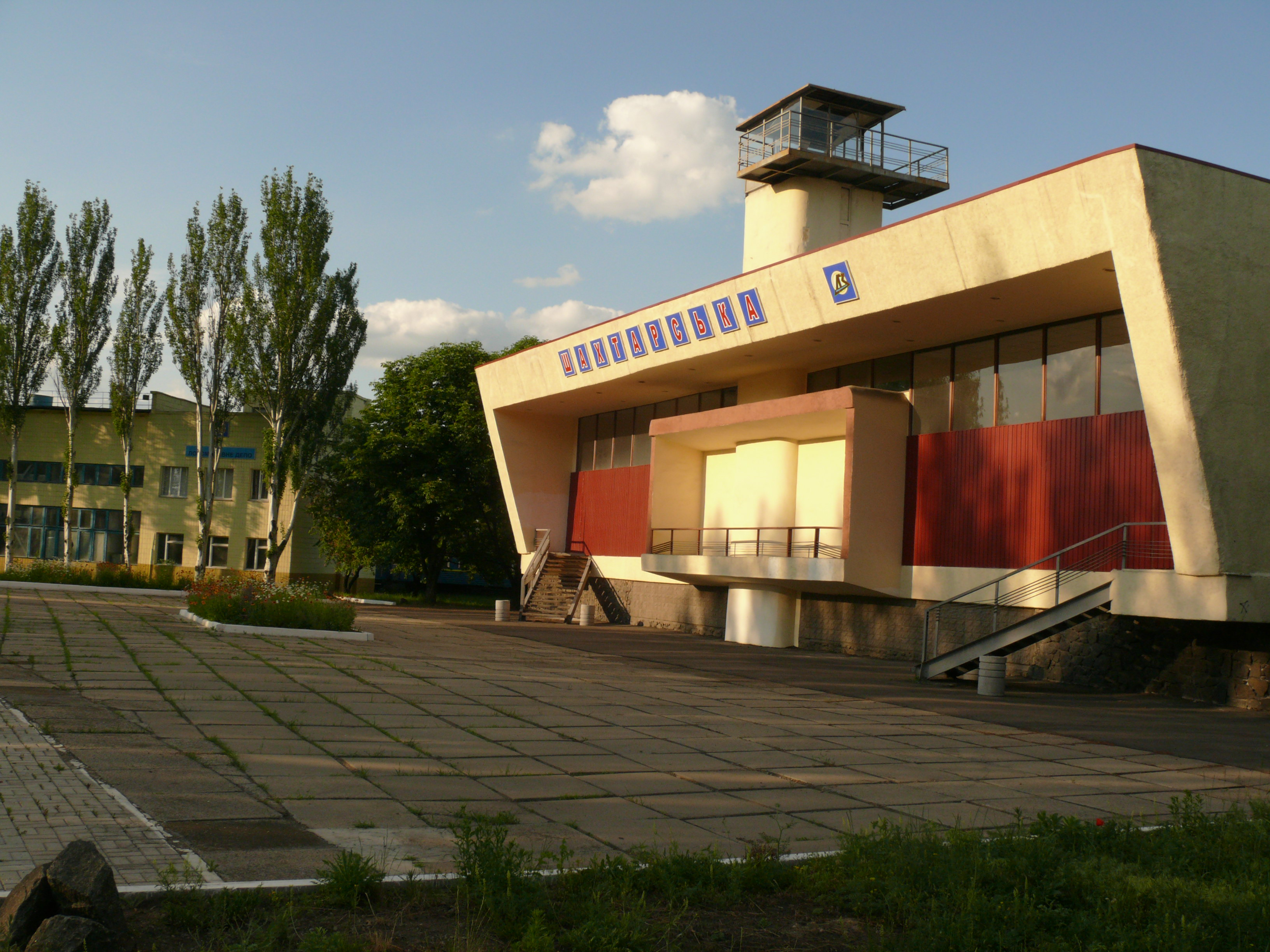
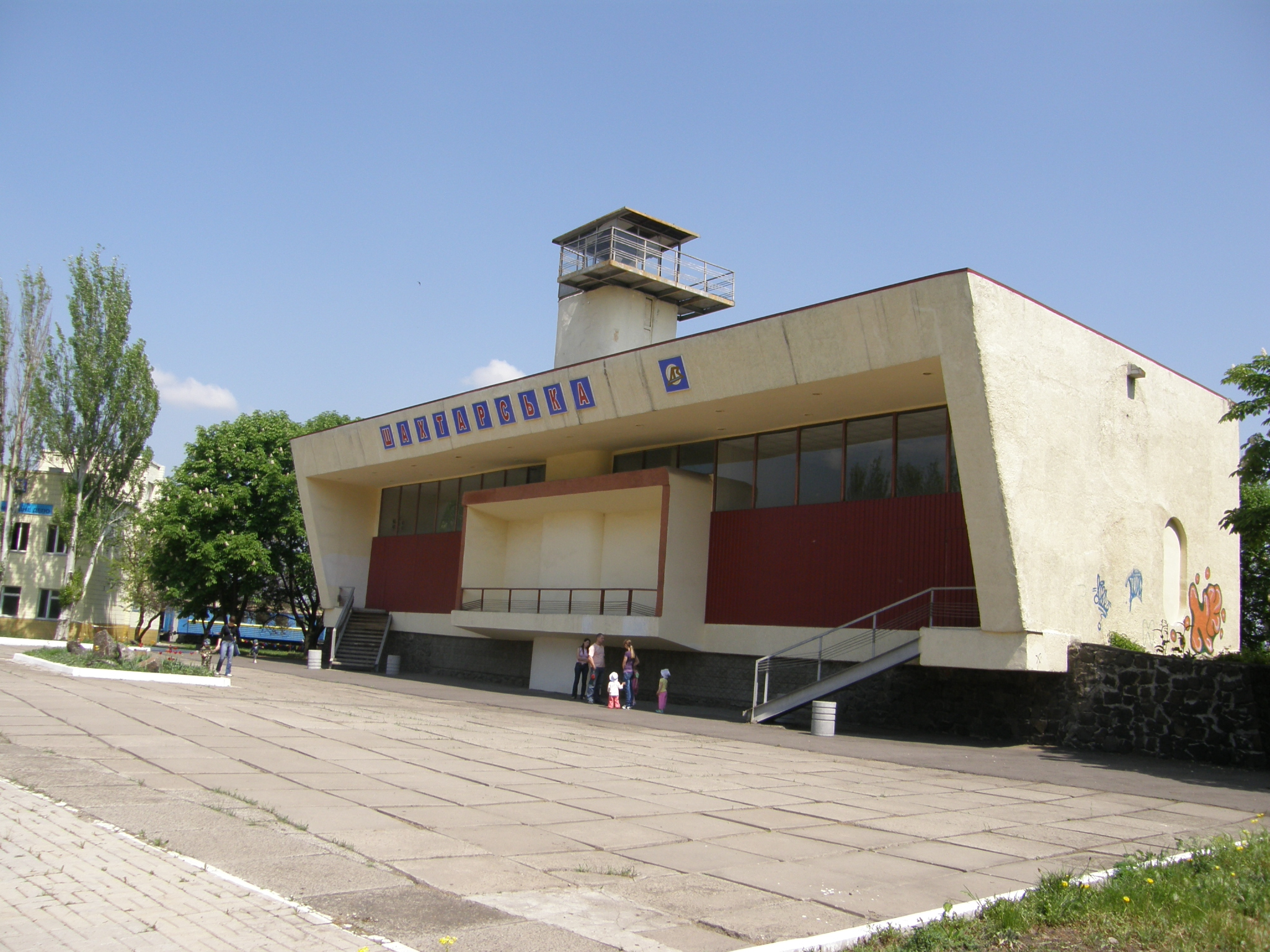
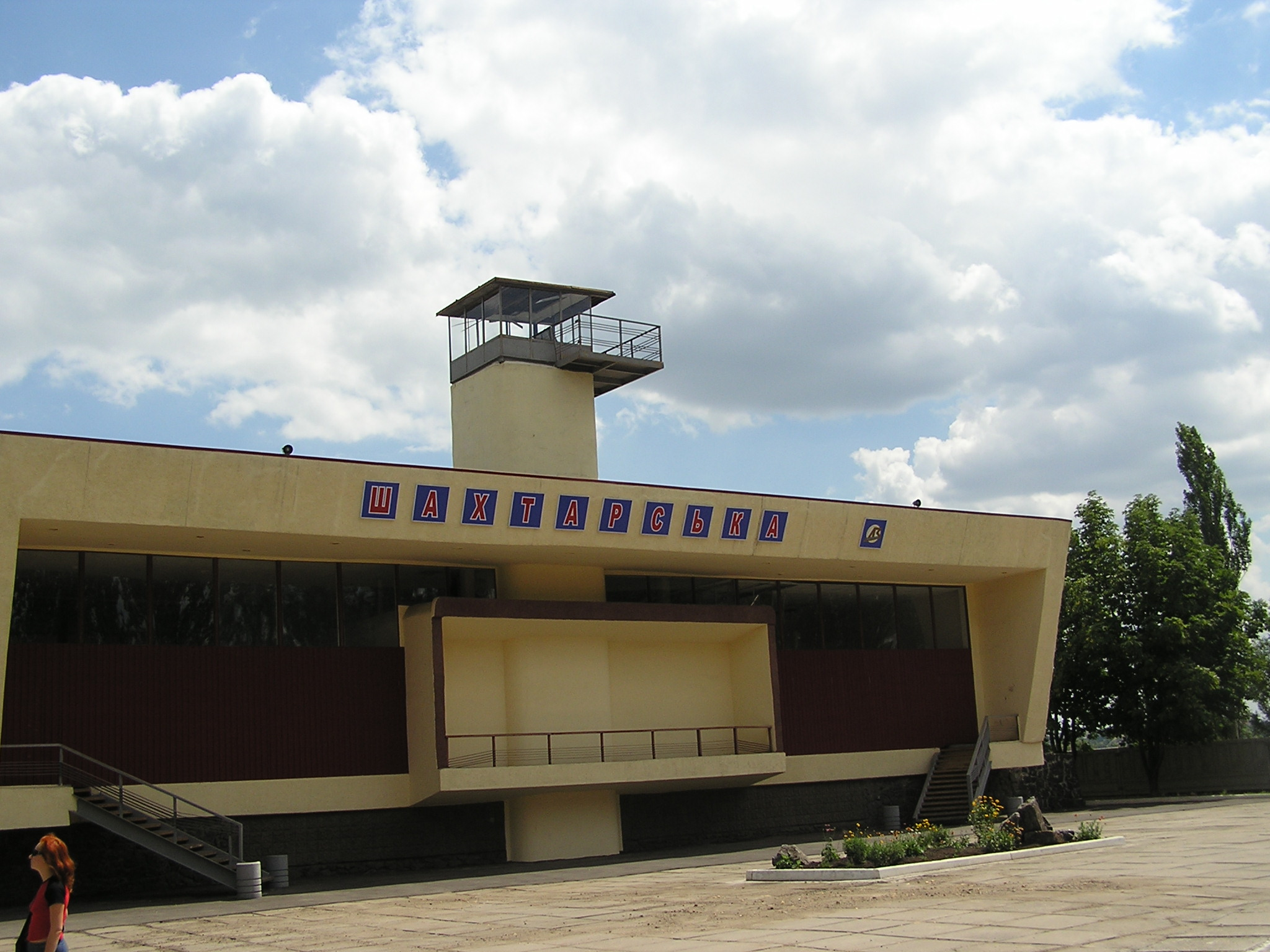
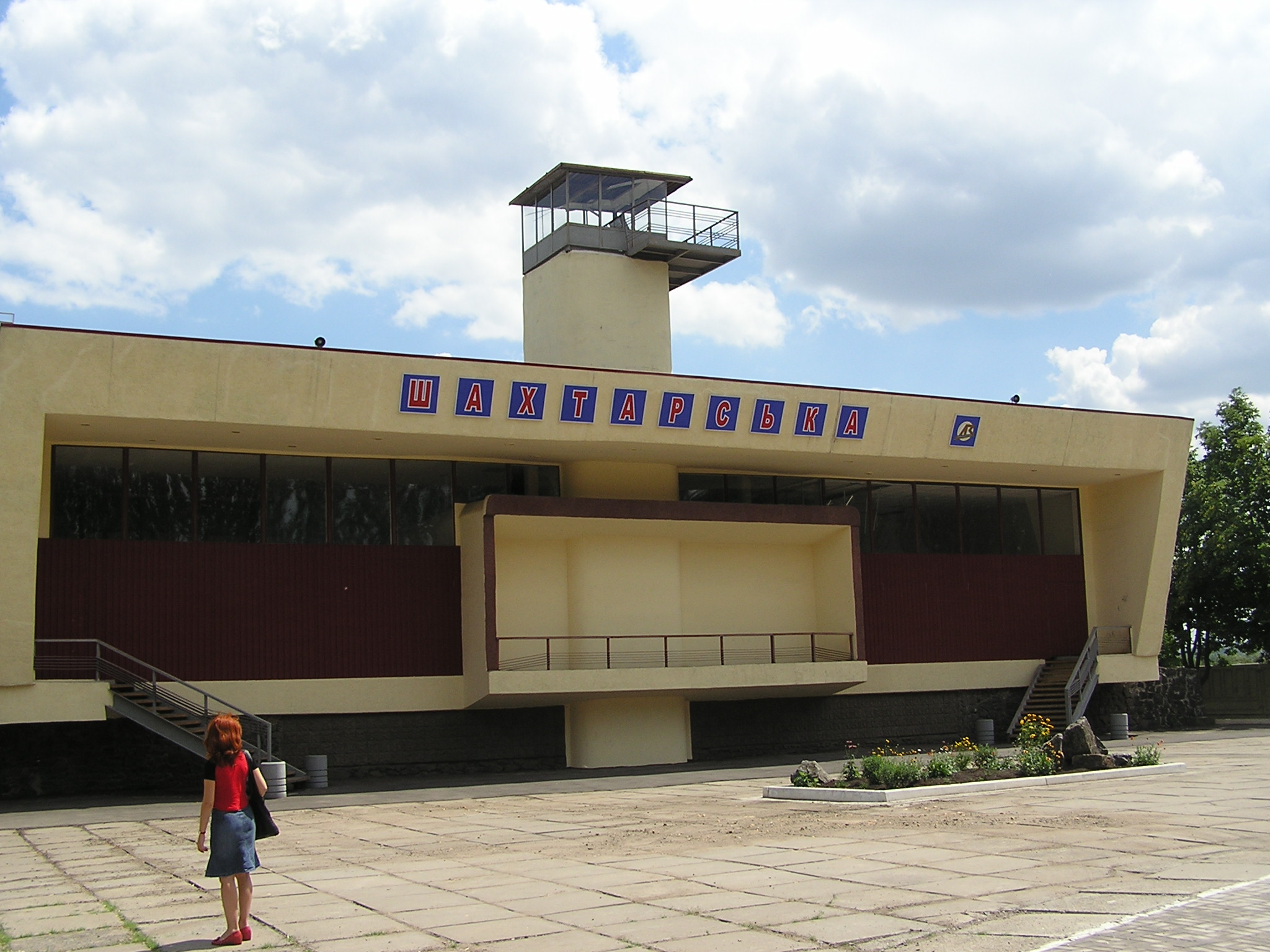